# Four Bridges (Ohio)
Four Bridges es un lugar designado por el censo ubicado en el condado de Butler en el estado estadounidense de Ohio. En el Censo de 2010 tenía una población de 2919 habitantes y una densidad poblacional de 512,99 personas por km².

## Geografía
Four Bridges se encuentra ubicado en las coordenadas 39°22′34″N 84°21′34″O / 39.37611, -84.35944. Según la Oficina del Censo de los Estados Unidos, Four Bridges tiene una superficie total de 5.69 km², de la cual 5.68 km² corresponden a tierra firme y (0.14%) 0.01 km² es agua.

## Demografía
Según el censo de 2010, había 2919 personas residiendo en Four Bridges. La densidad de población era de 512,99 hab./km². De los 2919 habitantes, Four Bridges estaba compuesto por el 88.39% blancos, el 5.1% eran afroamericanos, el 0% eran amerindios, el 4.52% eran asiáticos, el 0% eran isleños del Pacífico, el 0.48% eran de otras razas y el 1.51% pertenecían a dos o más razas. Del total de la población el 1.68% eran hispanos o latinos de cualquier raza.